# Mellannamn
Mellannamn är i norsk och dansk, och är/var i svensk lag en anhörigs personnamn som bärs mellan de egna förnamnen och det egna efternamnet. I namnet Anders Andersson Svensson kan sålunda Andersson vara mellannamn. 
Det infördes under beteckningen tilläggsnamn i den förutvarande svenska namnlagen från 1963 och fick sin nuvarande benämning i 1982 års svenska namnlag (1982:670). Mellannamnet lades alltid till alldeles före efternamnet. Före 1963 års namnlag kunde två efternamn, oftast för gifta kvinnor, skrivas ihop med bindestreck. Mellannamn och efternamn skrivs inte ihop med bindestreck i den moderna svenska folkbokföringen, men vissa som bär ett mellannamn väljer själva att skriva ihop namnen. 2017 ströks termen mellannamn ur svensk lag och man kallar det dubbelt efternamn om man hade mellannamn. Det beror på behov att anpassa till internationella principer, till exempel har pass ingen rad för mellannamn, och för sammanblandning med den engelska termen middle name.
I engelskspråkiga länder används termen middle name oftast om ett förnamn som inte används som tilltalsnamn. Vanligtvis har personer i t:ex. USA två förnamn och ett efternamn, i sekvensen "förnamn, middle name, efternamn". Mellannamnet anges ofta som en initial i amerikanska namn som t:ex. de amerikanska presidenterna John F. Kennedy, Donald J. Trump eller George W. Bush.
Inom internationell idrott brukar det första efternamnet hanteras som ett extra förnamn. I Norge är dubbla efternamn särskilt vanligt, och exempelvis Johannes Høsflot Klæbo brukar skrivas Johannes H. Klæbo med flera varianter, där Høsflot är hans mors efternamn.

## Sverige
Fram till införandet den 1 juli 2017 av den nu gällande namnlagen i Sverige (2016:1013) om personnamn, så kunde en gift person eller registrerad partner  välja att behålla sitt eget efternamn och lägga till sin makas, makes eller partners efternamn som mellannamn, eller anta makans/makens/partnerns efternamn och ta sitt eget efternamn som mellannamn. Det "egna" efternamnet kunde vara ett som förvärvats genom ett tidigare äktenskap. Makar eller partner fick inte anta varandras namn för att få likalydande kombinationer av mellan- och efternamn. 
Ett barn som får den ene förälderns efternamn kunde få den andra förälderns efternamn som mellannamn. Som vuxen kunde man själv uppta en förälders efternamn som mellannamn om man bar den andre förälderns namn som efternamn. Detta gällde dock bara ett efternamn som någon av föräldrarna bar, och inte någon förälders tidigare burna namn. Om ens föräldrar var gifta och bar exempelvis faderns namn när man föddes kunde man inte lägga till moderns efternamn som ogift som mellannamn.
Ett mellannamn kan, till skillnad från ett lagligt efternamn, inte ärvas eller tas av make/maka vid giftermål och kan inte tilldelas vid den reguljära namnanmälan efter födseln.
Från den 1 juli 2017 gäller en ny lag i Sverige (2016:1013) om personnamn. Syftet är att förenkla och modernisera bestämmelserna. Den nya lagen medför att möjligheten att lägga till nya mellannamn upphör. Däremot behåller de personer som har mellannamn enligt äldre lagstiftning sitt mellannamn.
I och med den nya lagen blev det möjligt för alla att bära två efternamn och att göra om ett mellannamn till efternamn. Bindestreck mellan två efternamn blev valfritt. Lagen medförde även förändringar vid namnregistrering av nyfödda barn och i samband med vigsel.
Vid köp av flygbiljetter ska man ange alla efternamn som de är skrivna i passet. Däremot räcker det med det första förnamnet. Det har förekommit problem med svenskar som skrivit mellannamnet i ett utländskt formulär i rutan "middle name", vilket tolkats som extra förnamn och uteslutits, medan ett pass alltså saknar fält för 1982 års svenska mellannamn utan bara visar förnamn och efternamn. Det kan orsaka att personen nekas ombordstigning eftersom kravet är att namnet (ett förnamn och samtliga efternamn) måste stämma med passet, särskilt vid resor ut ur EU.